# Sonoyta
Sonoyta è una città messicana nello Stato del Sonora. Si trova al confine tra il Messico e gli Stati Uniti, di fronte alla località di Lukeville, in Arizona. È il capoluogo del comune di General Plutarco Elías Calles.